# Cinzio Scagliotti
Cinzio Scagliotti (Alessandria, Provincia de Alessandria, Italia, 26 de marzo de 1911-Florencia, Provincia de Florencia, Italia, 26 de diciembre de 1985) fue un futbolista y director técnico italiano. Se desempeñaba en la posición de delantero.

## Clubes

### Como futbolista
| Club                  | País   | Año       |
| --------------------- | ------ | --------- |
| Alessandria Calcio    | Italia | 1929-1933 |
| A. C. F. Fiorentina   | Italia | 1933-1936 |
| Juventus F. C.        | Italia | 1936-1937 |
| A. C. Milan           | Italia | 1937-1939 |
| A. C. Prato           | Italia | 1939-1940 |
| Salernitana Calcio    | Italia | 1940-1941 |
| Rinascita Battipaglia | Italia | 1941-1942 |
| A. S. Forlimpopoli    | Italia | 1942-1944 |

### Como entrenador
| Club                         | País   | Año       |
| ---------------------------- | ------ | --------- |
| A. S. Forlimpopoli           | Italia | 1943-1944 |
| Valdelsa Football Colligiana | Italia | 1947-1948 |
| A. C. Cesena                 | Italia | 1949-1950 |